# Rejon griazowiecki
Rejon griazowiecki (ros. Грязовецкий район) – jednostka administracyjna Rosji, położona w obwodzie wołogodzkim, ze stolicą w Griazowcu.